# テーブルビート
ビートルート(英語: beetroot)、ビーツ、レッドビート（red beet）、ガーデンビート（garden beet）、テーブルビート、またはカエンサイ（火焔菜）とは、ヒユ科のビート（Beta vulgaris vulgaris L.）の中でも、根を食用とするために改良された品種群を指す。根はカブのような形で、赤色が最も多い。一般的にはビーツとして売られている。ビーツの名はケルト語の赤を意味する bette に由来する。ウクライナ料理のボルシチには欠かせない根菜。

## 概要
肥大した根は深い赤紫色で、アブラナ科のカブに形が似ているため「赤蕪」とよばれることがあり、19世紀には英語で「血蕪」（blood turnip）と呼ばれたこともあるが、本種はヒユ科アカザ亜科なのでカブの近縁種ではない。原産地はヨーロッパ原産で地中海沿岸で栽培化されたといわれ、東欧、西アジア、北アフリカ、南北アメリカなどで盛んに栽培されている。当初は薬用植物として利用され、2 - 3世紀ごろになってから食用されるようになった。日本への渡来は江戸時代初期と推定され『大和本草』に記載されている。缶詰加工されたものが販売されている。また、一般の花屋などで栽培用として種子も販売されている。
根の色は赤色が最も多く、ほかに明るいオレンジ色、白色、黄色の品種もある。赤色の根を輪切りにすると、断面が同心円状なった赤色と白色の模様があらわれる。

## 食用
テーブルビートは肥厚した丸い根を食べる根菜として利用し、ふつう葉は食べない。食材としての主な旬は、初秋から冬の間である。良品は根の直径が7 - 8センチメートル (cm) ほどで、表面がでこぼこしていないものが良いとされる。特有のクセのある香りと甘味を持ち、味に特筆すべき特徴はないが、鮮やかな赤紫色を楽しむ野菜である。色を活かすため、皮ごと茹でて料理に使うのが基本で、皮を剥かないで使うと色褪せてしまう。若い葉と茎はくせがなく食べやすく、ややホウレンソウと似ている。
根は、皮をむかずに茹でるかアルミホイルで包んでオーブンで蒸し焼きにすると美味である。少し冷ましてから指でしごくと皮は簡単にむける。下茹でするときは、切ってから茹でると赤色の色素が流れ出てしまうので、色を活かすため丸ごと茹でてから、食べやすい大きさに切って調理する。火を通したテーブルビートはスライスしてバターを添えて食べたり、甘酢につけてピクルスにしたりすることが多い。生の根は皮をむいてからスライスなどすれば生食もできる。生の根を粗くおろし金でおろし、サラダに入れることもできる。
中欧と東欧には、テーブルビートを用いたスープが何種類かある。ウクライナ料理のボルシチには欠かせない野菜であり、本場のボルシチの鮮やかな赤紫色はテーブルビートに由来する。イタリア料理にもテーブルビートは使われている。北米では、サラダバーにテーブルビートの酢漬けが置いてあることが多い。スペイン、トルコ、中米では、テーブルビートを混ぜたポテトサラダの事をロシア風サラダとも呼ぶ。バルト三国や北欧には、テーブルビート、ジャガイモ、リンゴ、ニシンの酢漬けなどを合わせてサワークリームで和えたサラダがある。オーストラリアでは、しばしばテーブルビートの輪切りをハンバーガーやサンドイッチの具にしている。

## 栄養

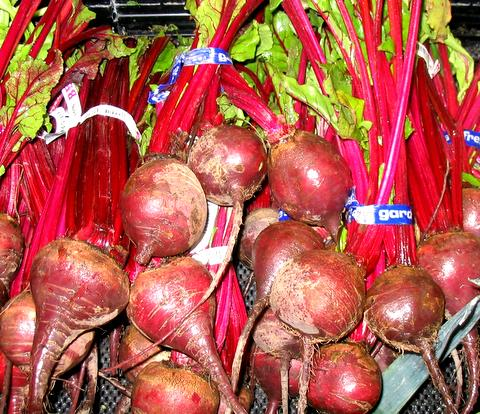
テーブルビート

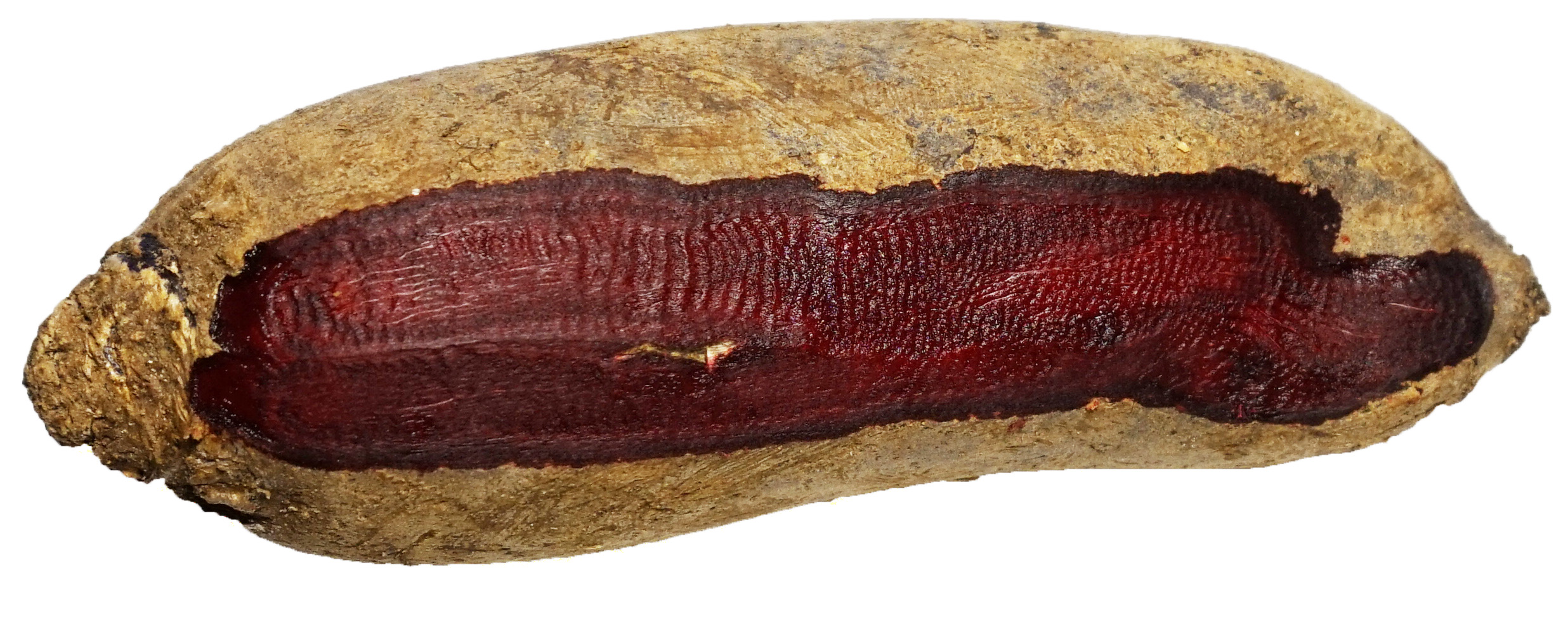
ビートルート

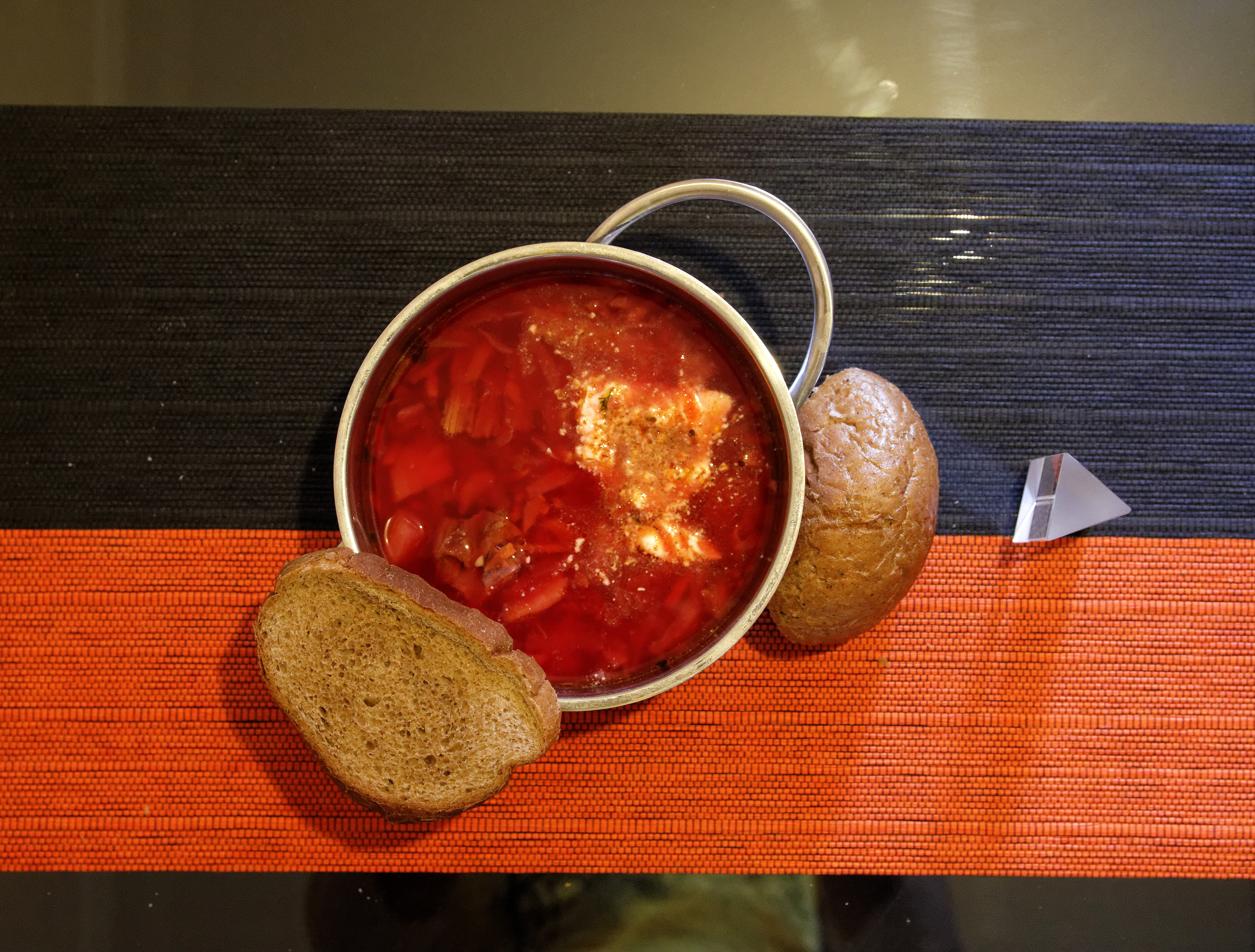
ウクライナの紅ボルシチ

根から砂糖をとるテンサイ（甜菜）と同じ仲間であり、主な成分に蔗糖を含むため甘味がある。可食部100グラム (g) あたりの熱量は41キロカロリー (kcal) ほどあり、根菜としてはカロリーが高く、エネルギー源として働く。ニンジンやスイートコーンよりも糖分を多く含むため、最も甘い野菜の一つである。しかし、糖分15〜20％のテンサイに比べ、テーブルビートの糖分は10％以下である。
テーブルビートの根にはビタミンCが多く含まれ、葉は鉄分が豊富である。また、カリウム、リン、葉酸、水溶性と非水溶性の食物繊維と数種の抗酸化物質を多く含む。
テーブルビート特有の土臭さはゲオスミンという化学物質によるが、ゲオスミンの生成がテーブルビート自身によるものか土壌中の共生細菌によるものかはまだ不明である。
スライスしたテーブルビート250mlに含まれる栄養分：
- 熱量 31キロカロリー（130キロジュール）
- 炭水化物 8.5 g
- 食物繊維 1.5 g
- 葉酸 53.2 μg
- リン 32 mg
- カリウム 259 mg
- 蛋白質 1.5 g

テーブルビート特有の赤紫色は、カロテンともアントシアニンとも違うベタレインという色素で、今のところ栄養的な効能は知られていない。

## 色素
テーブルビートの赤い色は、抗酸化作用があるポリフェノールの1種で、植物性色素のベタレイン類に属する色素のうち、赤紫色のベタシアニンと黄色のベタキサンチンによるものである。濃い赤紫色のテーブルビートが最も一般的だが、ベタシアニンの量が少ないとオレンジ色になり、両方とも少ないと白色に近くなる。赤い色素の抗酸化作用は、生活習慣病予防やがんの予防にも期待されている。
テーブルビートの色素は液胞に含まれている。テーブルビートの細胞は脆弱なため、根を切ったり、加熱したり、空気や太陽光にさらされると細胞膜が破れて色素が漏れだすことがある。調理中のテーブルビートから大量に赤い色が出るのはこのためである。皮をむかずに調理すれば、色素が流出するのをいくらか抑えることができる。色素はシチューやサラダなどの色を綺麗に仕上げるのにも一役買っている。
テーブルビートの色素は酸性の水溶液中では安定するので、テーブルビートのピクルスは鮮やかな色を保つ。アメリカ合衆国では、ピンクレモネードや亜硝酸塩を用いない食肉加工品をピンク色に着色するのにテーブルビート色素を用いる。テーブルビートの汁は食肉に押す等級のスタンプなど、人体無害のインクとして用いられる。
ベタシアニンを分解する酵素を持っていないと、テーブルビートを食べた後に尿や便が赤やピンク色になることがあるが、健康には影響はない。

## 薬用（民間療法）
古代ローマ人は、テーブルビートを含むビートを発熱や便秘などの治療に用いた。ローマの美食家アピキウスの著書『料理について』（De Re Coquinaria）に書かれている、便秘に効果がある5種類のスープのうちの3種類にはビートが含まれている。ヒポクラテスは、ビートの葉を傷口にあてることを奨励した。
古代ローマ時代から、ビートの絞り汁は催淫効果があると考えられてきた。ビートはヒトの性ホルモンの合成に重要な元素、ホウ素を多く含む。
中世から、ビートは消化器系から血液系の病を治療するのに用いられてきた。15世紀イタリアの科学者バルトロメオ・プラティナはニンニク臭を消すために、ビートとニンニクを一緒に食べることを奨励している。